# Mihail Botvinnik

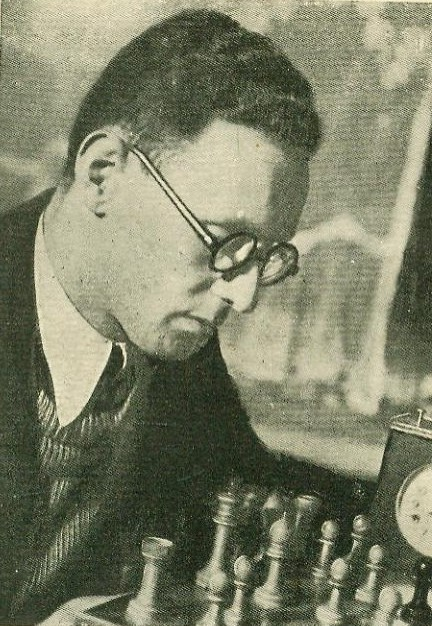
Mihail Botvinnik

Mihail Moiseievici Botvinnik (în limba rusă Михаи́л Моисе́евич Ботви́нник n. 17 august 1911, Kuokkala⁠(d), Finlanda – d. 5 mai 1995, Moscova, Rusia) a fost un mare maestru internațional rus de șah și campion mondial (1948-1957, 1958-1960, 1961-1963). 

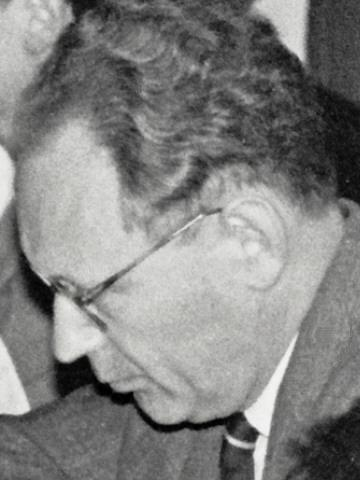
Botvinnik (1961)

## Legături externe
- Mihail Botvinnik at ChessGames.com
- Mikhail Moiseyevich Botvinnik – hundredth anniversary ChessBase.com
- Film newsreel about a simultaneous display of Salo Flohr and Mikhail Botvinnik, Hilversum (NL), 1 January 1964